# Bryconops durbini
Bryconops durbini är en fiskart som först beskrevs av Eigenmann, 1908.  Bryconops durbini ingår i släktet Bryconops och familjen Characidae. Inga underarter finns listade.